# Ааспере
А́аспере (эст. Aaspere) — деревня в волости Хальяла уезда Ляэне-Вирумаа, Эстония.

## География и описание
Расположена у шоссе Таллин—Нарва, в 18 км к юго-востоку от волостного центра — посёлка Вызу, и в 15 км к северо-западу от уездного центра — города Раквере.  Высота над уровнем моря — 92 метра.
Климат умеренный. Официальный язык — эстонский. Почтовый индекс — 45302.

## Население
По данным переписи населения 2021 года, в Ааспере насчитывалось 264 жителя, из них 246 (93,2 %) — эстонцы.
По данным переписи населения 2011 года, в деревне проживали 268 человек, из них 257 (95,9 %) — эстонцы.
Численность населения деревни Ааспере по данным переписей населения:
| Год  | 1959 | 1970  | 1979  | 1989  | 2000  | 2011  | 2021  |
| ---- | ---- | ----- | ----- | ----- | ----- | ----- | ----- |
| Чел. | 186  | ↗ 255 | ↗ 349 | ↘ 304 | ↗ 322 | ↘ 268 | ↘ 264 |

## История
Изначальное название деревни — Каткантагус (Katkantagus), упоминаемое в атласе Меллина 1241 года. От него произошёл эстонский топоним Каткутагузе (эст. Katkutaguse, katk — ‘низменное болотистое место’ + tagune — ‘задний’), который дал название основанной здесь мызе Каттентак (нем. Kattentack, Ааспере, эст. Aaspere mõis).

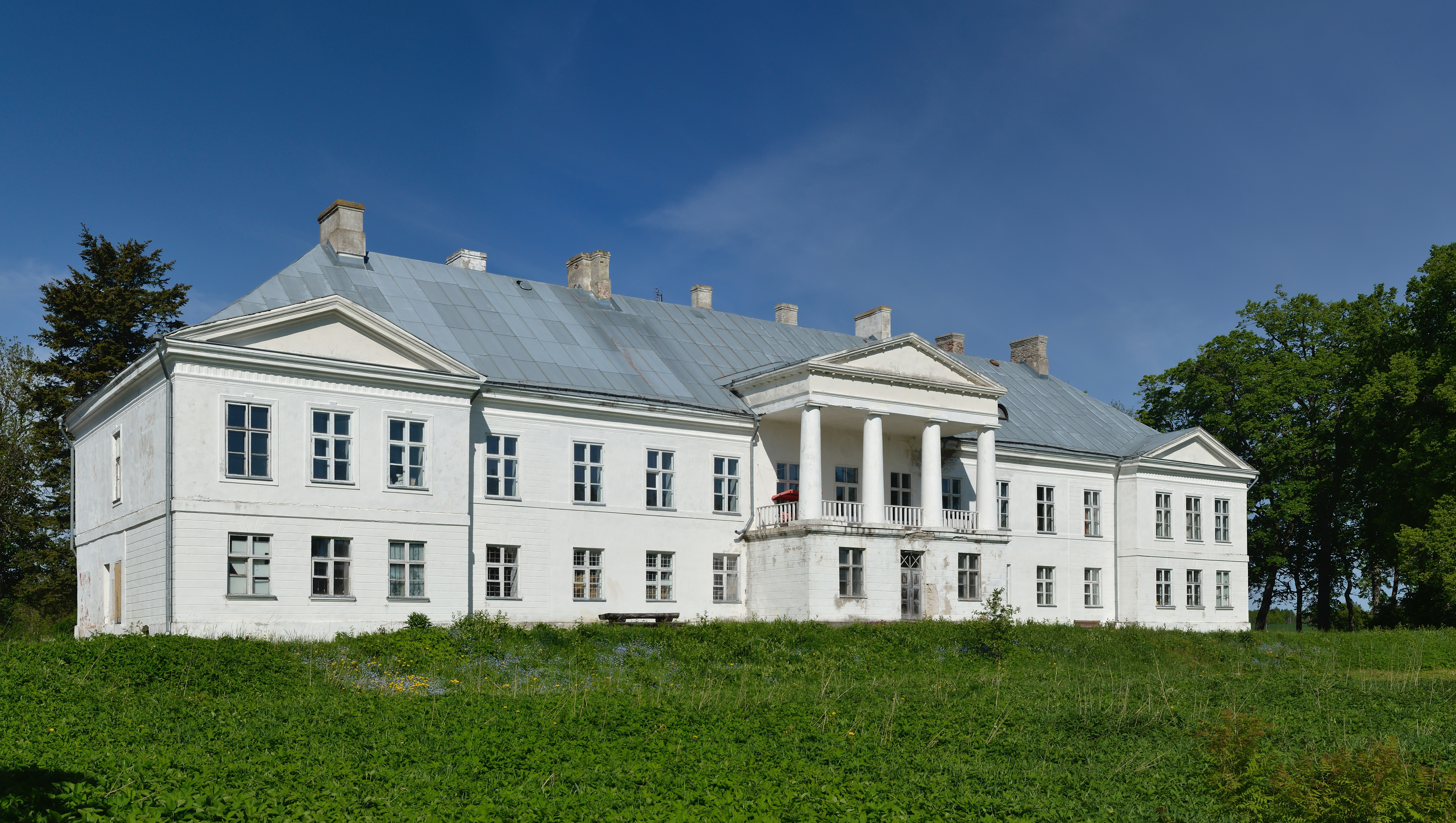
Главное здание мызы Каттентак (Ааспере)

В письменных источниках 1498 года упоминается Kattentacken (деревня), 1511 года — Kattentaken, 1732 года — Aastwerre, 1796 года — Kattentak, Aastwerre M. (мыза), 1913 года — Haasper m.
Мыза Каттентак, впервые упомянутая в 1583 году, возникла на месте древней деревни. Сама деревня с датских времён до 1796 года принадлежала дворянскому семейству Хастферов (Hastfer, Hastever). От Хастевер и произошло эстонское название Ааствере. В 1920-х годах, после земельной реформы 1919 года, на землях мызы было основано поселение Ааствере, в 1977 году получившее официальный статус деревни.

Советский памятник павшим во Второй мировой войне. Демонтирован в 2023 году

Мызный ансамбль Каттентак в XVIII–XIX столетиях был одним из самых помпезных на территории Эстонии. В 1920–1977 годах в бывшем господском особняке располагался детский дом. 
В конце 1970-х годов к правому крылу мызного особняка было пристроено здание Ааспереской основной школы. Школа работала до 2007 года.
В 1950 году на находящейся на территории мызного парка братской могиле воинов Советской армии, павших во Второй мировой войне ( с 1997 до 2022 года), был установлен памятник с надписью «Вечная слава героям, погибшим в боях за нашу Советскую Родину 1941—1945». Рабочая группа по советским памятникам при Госканцелярии Эстонии в своём протоколе от 30 ноября 2022 года признала этот памятник «красным», т. е. подлежащим демонтажу и замене на т. н. нейтральный. Памятник был демонтирован летом 2023 года и заменён на новый: на поверхности земли тёмно-серая плита на белой плите несколько большего размера и с табличкой на эстонском языке «Жертвы Второй мировой войны» (см. Список советских военных памятников Эстонии).

## Памятники культуры
- Главное здание мызы Каттентак (Ааспере), памятник архитектуры[12]. Находится в частной собственности[18];
- парк мызы Каттентак[19];
- памятник Деллинсгаузенам, последним владельцам мызы Каттентак до её национализации в 1919 году[20][18].